# موقعیت‌نما
در هوانوردی به تجهیزاتی که در باند فرود کار گذاشته می‌شوند تا هواپیماها را در مسیرهای فرود هدایت کند موقعیت‌نما (localizer، LOC) می‌نامند.
موقعیت‌نما معمولاً متشکل از آنتن و پرتوِ سامانهٔ فرود با دستگاه است که هدایت سمتی را امکان‌پذیر می‌سازد.